# Времяпролётный масс-анализатор

Схема времяпролетного масс-спектрометра с лазерной ионизацией образца. Импульсный лазер ионизирует материал нанесенный на мишень, далее ионы ускоряются и разделяются пространственно по массе в области дрейфа перед детектированием.

Времяпролётный масс-анализа́тор — простейший вид масс-анализатора.
Во времяпролётном масс-анализаторе ионы вылетают из источника, ускоряются электрическим полем приложенныи между мишенью и сеткой и попадают во время-пролётную трубу (область дрейфа), где отсутствует электрическое поле (бесполевой промежуток). Пролетев некоторое расстояние {\displaystyle d,} ионы регистрируются детектором ионов с плоской или почти плоской регистрирующей поверхностью. В 1950—1970 годах, в качестве детектора ионов использовался вторичный электронный умножитель со вторичной электронной эмиссией «жалюзного типа» (Venetian blind), позже применялся комбинированный детектор, использующий две или иногда три последовательно расположенных микроканальных пластины (МКП).
Физический принцип работы времяпролётного масс-анализатора заключается в том, что разность потенциалов V ускоряет ионы в источнике ионов до скорости {\displaystyle v} согласно уравнению:
{\displaystyle {\frac {mv^{2}}{2}}=zV.}
При фиксированной длине бесполевого промежутка от источника ионов до детектора ионов время полета ионов будет:
{\displaystyle t={\frac {d}{v}},}
тогда:
{\displaystyle {\frac {m}{z}}=t^{2}{\frac {2V}{d^{2}}}.}
Времяпролётный масс-анализатор является импульсным масс-анализатором, то есть ионы поступают из источника ионов во времяпролётную часть не непрерывно, а порциями через определённые интервалы времени. Такие масс-анализаторы совместимы с ионизацией лазерной десорбцией при содействии матрицы (МАЛДИ), так как в этом методе ионизации ионы также образуются не непрерывно, а при каждом импульсе лазера.
К достоинствам времяпролётных масс-анализаторов относится высокий верхний порог детектируемой массы иона (зарегистрирована масса ионов ДНК в 1,5 миллиона {\displaystyle m/z}), ограниченная только резким уменьшения чувствительности ионного детектора (обычно, это две близко расположенные микроканальные пластины — для такой схемы используется сокращение «шеврон») при регистрации медленно (скорость <20000 м/с) летящих ионов. На современных приборах типичный порог чувствительности по отношению массы к заряду ионов составляет 50000—100000 {\displaystyle m/z.}

## История
Идея времяпролётного масс-анализатора принадлежит Стивенсу, предложившему конструкцию прибора в 1948 году. Первый анализатор был описан и построен Уилли и МакЛареном в 1955 году.
К недостаткам первых приборов, в которых ионы молекул, ионизированных в газовой фазе, ускорялись коротким импульсом электрического поля и летели к детектору по прямой, было их низкое разрешение из-за начального больцмановского распределения скоростей ионов. В современных времяпролётных масс-спектрометрах ионы, образующиеся в газовой фазе или на поверхности, ускоряются при помощи импульса электрического поля, время создания которого задержано на доли микросекунд по отношению к времени окончания ионизирующего импульса, причем ускоряющий импульс продолжается до тех пор, пока все ионы не вылетят из источника ионов. Помимо этого, дополнительная фокусировка может происходить в ионном зеркале. Фокусировка значительно повысила разрешающую способность времяпролётных масс-анализаторов, позволив им конкурировать с магнитными масс-анализаторами.
Возможность использования ионного зеркала для времяпролётной фокусировки заряженных частиц, которые вылетают из одной эквипотенциальной плоскости с некоторой средней начальной скоростью и при этом имеют разброс по начальным скоростям, во времяпролётных масс-анализаторах была коротко упомянута Алихановым в конце 1950-х. В конце 1960-х годов в лаборатории Мамырина (Физико-технический институт имени Иоффе, г. Ленинград) была разработана теория ионных зеркал с двумя тормозящими промежутками. В 1969 впервые в мире, в лаборатории Мамырина была продемонстрирована работа масс-спектрометра с времяпролётной фокусировкой и ионным зеркалом для регистрации ионов в газовой фазе. В 1989—1993 годах Московец (Московский физико-технический институт, г. Долгопрудный; Институт спектроскопии, г. Троицк) рассчитал параметры ионных зеркал для случаев с многими промежутками и показал возможность одновременной геометрической и времяпролётной фокусировок для двумерных зеркал (типа «кошачий» глаз). В 1996—2000 годах Ковтун (Московский физико-технический институт, г. Долгопрудный; и Университет Джонса Хопкинса, г. Балтимор) разработал теорию времяпролётной фокусировки, которая учитывала масс-эффект для достижения более высокого разрешения во всем диапазоне регистрируемых масс.
Принцип работы тандемного времяпролётного масс-спектрометра с дополнительным ускорением фрагментированных ионов был впервые описан в 1998 году в патенте, зарегистрированном в США. В 2000-е годы на рынке появилось несколько типов тандемных времяпролётных масс-спектрометров, работающих с МАЛДИ источниками ионов.
Времяпролётная фокусировка для тандемных масс-спектрометров, в которой использовались электрические импульсы сложной формы и которая позволила значительно улучшить фокусировку вторичных (фрагментированных) ионов, была предложена Курносенко (Московский физико-технический институт, г. Долгопрудный) и Московцом (Северо-восточный Университет, г. Бостон) в 2009 году.